# 諏訪満隆
諏訪 満隆（すわ みつたか、延徳2年（1490年） - 天文15年8月28日（1546年10月2日））は、戦国時代の武将。諏訪頼満の3男。諏訪氏の一族。はじめ左衛門尉のちに薩摩守。

## 略歴
諏訪頼重の叔父で、兄の満隣と共に頼重を支えたが、天文11年（1542年）、頼重が武田信玄によって攻められると抗戦むなしく敗れ、武田家に降伏した。諏訪での復権を目論んだ高遠頼継と矢島満清が反乱を起こすとそれの討伐に従軍する。天文15年（1546年）、信玄と諏訪御寮人との間に生まれた4男の四郎（後の諏訪勝頼）の諏訪家継承が決定すると、千代宮丸を擁立し、不満を抱いて反乱を起こしたが鎮圧され切腹を命じられた。